# Euskalgym

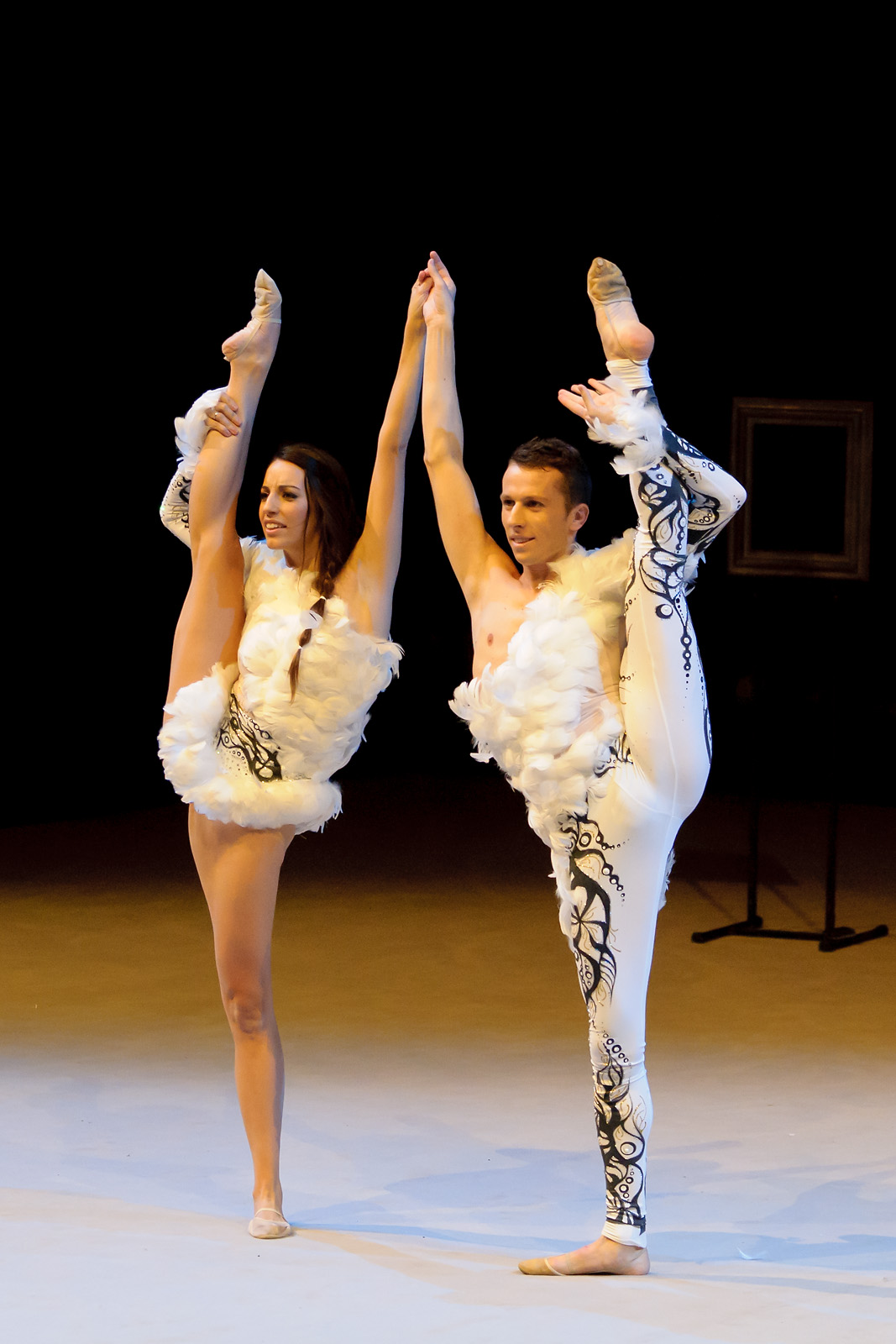
Almudena Cid y Rubén Orihuela en el Euskalgym 2014.

La Gala Internacional de Gimnasia Rítmica Euskalgym, también conocida simplemente como Euskalgym, es un evento gimnástico no competitivo celebrado anualmente desde 2006 en el País Vasco (España). En él participan destacadas figuras de la gimnasia rítmica, tanto españolas como de otros países. Ocasionalmente también actúan gimnastas de otras disciplinas.  El mismo fin de semana se celebra además el Torneo de Conjuntos Euskalgym, en el que participan conjuntos de gimnasia rítmica de toda España, tanto base como federados, y desde 2014 también tiene lugar un Torneo de Gimnasia Rítmica Masculina. Es organizado por la Federación Vasca de Gimnasia.
A lo largo de los años, han participado en el mismo gimnastas internacionales como Yevguéniya Kanáyeva, Anna Bessonova, Silvia Miteva, Liubov Charkashyna, Daria Kondakova, Daria Dmítrieva, Ganna Rizatdinova, Margarita Mamún, Yana Kudryavtseva, Aleksandra Soldátova o Arina y Dina Averina, así como destacadas gimnastas nacionales tales como Almudena Cid, Carolina Rodríguez, Marina Fernández, Natalia García, Mónica Alonso, Sara Llana, Polina Berezina, o el conjunto español conocido como el Equipaso. La cadena autonómica Euskal Telebista ha grabado y transmitido en diferido la gala por televisión desde 2008, y Teledeporte la emitió además en 2017.

## Historia

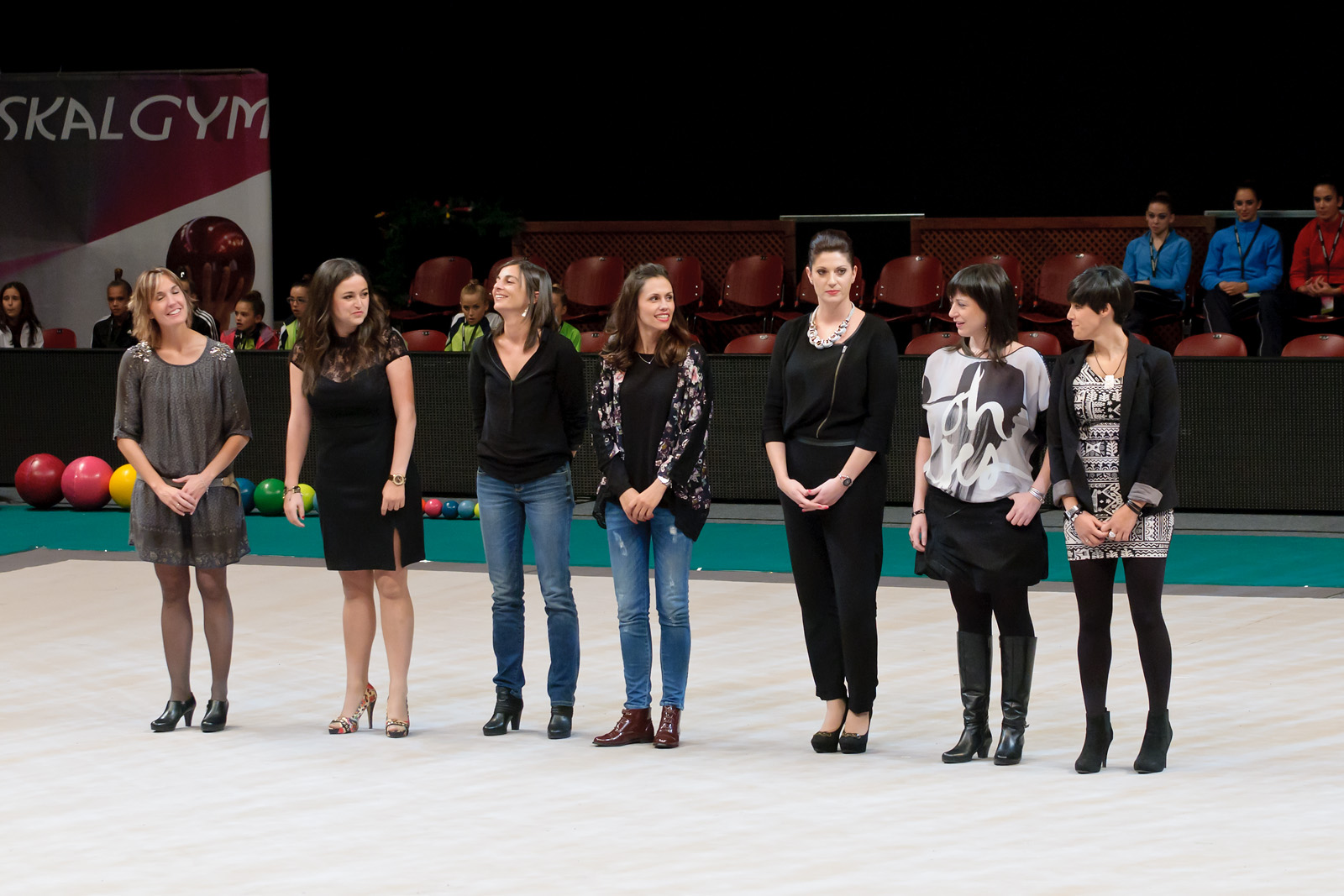
Las Niñas de Oro durante el homenaje que recibieron en el Euskalgym 2014.

La primera edición del Euskalgym tuvo lugar el 19 de noviembre de 2006, teniendo como sede el Polideportivo Landako de Durango. En el mismo únicamente se realizaron algunas exhibiones durante el torneo de conjuntos. En 2007 y 2008 el Euskalgym se realizó en 2 días. En la edición de 2007 se celebró además el torneo triangular por conjuntos Bulgaria - Rusia - Euskadi y un encuentro entre infantiles búlgaras, catalanas y vascas, y en la de 2008, los conjuntos de Bielorrusia, Ucrania y Moscú compitieron en la categoría de honor del torneo de conjuntos. A partir de la edición de 2008, la cadena autonómica vasca Euskal Telebista (ETB) se encarga de la grabación y posterior emisión por televisión de la Gala.
En 2009 y 2010 Durango fue la sede solo el primer día, albergando tanto el torneo como algunas de las exhibiciones de gimnastas internacionales, mientras que el segundo día se realizó la gala en el Pabellón Municipal de Deportes La Casilla de Bilbao. En 2011 y 2012 se invirtió el formato, haciéndose primero la gala en el Bilbao Arena, y el segundo día haciéndose en Durango el torneo de conjuntos y algunas de las exhibiciones internacionales. En 2013 el Euskalgym se realizó los 2 días en el Bilbao Arena, actuando las gimnastas internacionales únicamente en la Gala del primer día desde entonces. A partir de 2014 tanto el torneo como la gala se celebran en el Fernando Buesa Arena de Vitoria, y desde ese mismo año tiene lugar además un Torneo de Gimnasia Rítmica Masculina. En 2016 y 2017 la gala fue presentada por Christian Gálvez, en esta segunda ocasión junto a África Baeta. En 2017 se emitió además por primera vez en Teledeporte, con los comentarios de Paloma del Río. 
Según estimaciones de la organización, en el torneo de 2017 participaron 2.200 gimnastas provenientes de 145 clubes de toda España. En 2012 habían participado unas 930, y en la primera edición de 2006 fueron unas 210.

## Ediciones del Euskalgym
| Edición | Año  | Fecha | Sede                               |  | Lugar                                                             | Gimnastas relevantes participantes |
| ------- | ---- | --- | ---------------------------------- |  | ----------------------------------------------------------------- | --- |
| I       | 2006 | 19 de noviembre | Durango                            |  | Polideportivo Landako                                             | Nacionales: Almudena Cid. |
| II      | 2007 | 10 de noviembre y 11 de noviembre                                                                                       | Durango                            |  | Polideportivo Landako                                             | Nacionales: Almudena Cid, conjunto de Euskadi, conjunto infantil de Cataluña (Raquel Calvo, Natalia García, Esther García, Julia Luna y Júlia Usón), y de gimnasia aeróbica Iván Parejo. Internacionales: Conjunto ruso suplente y conjunto búlgaro suplente.[1] |
| III     | 2008 | 8 de noviembre (Torneo y exhibiciones) y 9 de noviembre (Gala)                                                          | Durango                            |  | Polideportivo Landako                                             | Nacionales: Marina Fernández, Natalia García y Eneko Lambea, y de gimnasia aeróbica, Iván Parejo, su trío y su dúo. Internacionales: Anna Bessonova (solo el 9), Melitina Staniouta, conjunto ucraniano (Alina Maksymenko entre ellas), conjunto bielorruso y selección de Moscú. Otros actos: Homenaje a Iratxe Aurrekoetxea.[3] |
| IV      | 2009 | 14 de noviembre (Torneo y exhibiciones) y 15 de noviembre (Gala)                                                        | Durango (día 14) y Bilbao (día 15) |  | Polideportivo Landako y Pabellón Municipal de Deportes La Casilla | Nacionales: Almudena Cid y el gimnasta artístico Ortzi Acosta, Marina Fernández, Júlia Usón, Eugenia Onopko y de gimnasia aeróbica, Arantxa Martínez, Iván Parejo y el grupo español sénior. Internacionales: Yevguéniya Kanáyeva, Anna Bessonova (solo el 15), Silvia Miteva, Melitina Staniouta, Liubov Charkashyna, Aliya Garayeva, Irina Risenson y Dinara Gimatova.[4] |
| V       | 2010 | 13 de noviembre (Torneo y exhibiciones) y 14 de noviembre (Gala)                                                        | Durango (día 13) y Bilbao (día 14) |  | Polideportivo Landako y Pabellón Municipal de Deportes La Casilla | Nacionales: Almudena Cid y el gimnasta artístico Ortzi Acosta, Carolina Rodríguez, Marina Fernández y Natalia García, y Eugenia Onopko. Internacionales: Yevguéniya Kanáyeva (solo el 14), Anna Bessonova, Silvia Miteva, Liubov Charkashyna, Aliya Garayeva, Dinara Gimatova, Daria Dmítrieva, Natalia Godunko, Irina Kikkas y Aliaksandra Narkevich.[5] |
| VI      | 2011 | 12 de noviembre (Gala) y 13 de noviembre (Torneo y exhibiciones)                                                        | Bilbao (día 12) y Durango (día 13) |  | Bilbao Arena y Polideportivo Landako                              | Nacionales: Conjunto español (Loreto Achaerandio, Sandra Aguilar, Elena López, Lourdes Mohedano, Alejandra Quereda y Lidia Redondo), Almudena Cid, Carolina Rodríguez y Júlia Usón, y de gimnasia eróbica, Raquel Solozabal y Janire Neches. Internacionales: Anna Bessonova, Daria Kondakova, Silvia Miteva, Liubov Charkashyna, Aliya Garayeva, Daria Dmítrieva, Alina Maksymenko, Melitina Staniouta, Uliana Trofímova, Ganna Rizatdinova y Yana Lukonina. Otros actos: Homenaje a Alejandro Barrenechea.[6] |
| VII     | 2012 | 10 de noviembre (Torneo base por la mañana y Gala por la tarde) y 11 de noviembre (Torneo federado y exhibiciones)      | Bilbao (día 10) y Durango (día 11) |  | Bilbao Arena y Polideportivo Landako                              | Nacionales: Conjunto español sénior (Sandra Aguilar, Elena López, Alejandra Quereda, Lidia Redondo, Miriam Belando, Marina Fernández, Adelina Fominykh, Clara Gil, Gemma Olivier y Marina Viejo) y conjunto español júnior (Paula Gómez, Sara González, Miriam Guerra, Claudia Heredia, Carmen Martínez, Victoria Plaza y Pilar Villanueva), Polina Berezina, Mónica Alonso, Victoria Plaza, Paula Gómez y Natalia Mora, y de gimnasia artística Ortzi Acosta. Internacionales: Silvia Miteva, Liubov Charkashyna, Aliya Garayeva, Alina Maksymenko, Melitina Staniouta, Alexandra Piscupescu, Joanna Mitrosz, Dora Vass, Laura Jung, Rebecca Sereda y conjunto bielorruso (Aliaksandra Narkevich entre ellas), y de gimnasia acrobática un trío portugués.[7]                                             |
| VIII    | 2013 | 9 de noviembre (Torneo base por la mañana y Gala por la tarde) y 10 de noviembre (Torneo federado)                      | Bilbao                             |  | Bilbao Arena                                                      | Nacionales: Conjunto español (Sandra Aguilar, Artemi Gavezou, Elena López, Lourdes Mohedano, Alejandra Quereda, Loreto Achaerandio y Lidia Redondo), Carolina Rodríguez, Natalia García, Polina Berezina, Mónica Alonso, Eugenia Onopko, Paula Gómez y Saioa Aguirre, y Rubén Orihuela y Eneko Lambea, y de gimnasia artística Ortzi Acosta (con David Madinabeitia). Internacionales: Yana Kudryavtseva, Margarita Mamún, Silvia Miteva, Alina Maksymenko, Melitina Staniouta, Lala Yusifova, Katsiaryna Halkina, Marina Durunda, Viktoria Mazur, Jana Berezko-Marggrander, Alexandra Piscupescu, Laura Jung y Neta Rivkin, y de gimnasia acrobática el Ginásio Clube Vilacondense de Portugal.[8] |
| IX      | 2014 | 8 de noviembre (Torneo base y Torneo masculino por la mañana y Gala por la tarde) y 9 de noviembre (Torneo federado)    | Vitoria                            |  | Fernando Buesa Arena                                              | Nacionales: Almudena Cid y Rubén Orihuela (con Jorge Blass), Carolina Rodríguez, Natalia García, Polina Berezina, Mónica Alonso, Eugenia Onopko, Sara Llana, Andrea Pozo, Victoria Plaza, Paula Gómez y Saioa Aguirre, y de gimnasia artística Ortzi Acosta. Internacionales: Yana Kudryavtseva, Aleksandra Soldátova, Silvia Miteva, Alina Maksymenko, Son Yeon-jae, Kseniya Moustafaeva, Neta Rivkin, Ana Luiza Filiorianu, Laura Zeng, Salome Pazhava, Varvara Filiou y Ganna Rizatdinova. Otros actos: Homenaje y entrega de la Medalla Euskalgym a las Niñas de Oro (Marta Baldó, Nuria Cabanillas, Estela Giménez, Lorena Guréndez, Tania Lamarca, Estíbaliz Martínez y Maider Esparza).[9][10] |
| X       | 2015 | 7 de noviembre (Torneo base por la mañana y Gala por la tarde) y 8 de noviembre (Torneo federado y Torneo masculino)    | Vitoria                            |  | Fernando Buesa Arena                                              | Nacionales: Almudena Cid (con Jorge Blass), Carolina Rodríguez, Polina Berezina, Sara Llana, Paula Gómez, Saioa Aguirre, Alicia Fernández, María Añó y Noa Ros, y Rubén Orihuela, y de gimnasia artística Ortzi Acosta. Internacionales: Margarita Mamún, Aleksandra Soldátova, Arina Averina, Dina Averina, Ganna Rizatdinova, Viktoria Mazur, Melitina Staniouta, Katsiaryna Halkina, Neviana Vladinova, Salome Pazhava y conjunto búlgaro suplente, y de gimnasia acrobática, un equipo de Bélgica.[11] |
| XI      | 2016 | 22 de octubre (Torneo base por la mañana y Gala por la tarde) y 23 de octubre (Torneo federado y Torneo masculino)      | Vitoria                            |  | Fernando Buesa Arena                                              | Nacionales: Conjunto español (Sandra Aguilar, Artemi Gavezou, Elena López, Lourdes Mohedano y Alejandra Quereda), Almudena Cid (con Jorge Blass), Polina Berezina, Sara Llana, Alicia Fernández, María Añó, Noa Ros, Sofía Zanón, Saioa Aguirre, Paula Gómez, Paula Serrano y Olatz Rodríguez, Salma Solaun y Teresa Gorospe, de gimnasia artística Ortzi Acosta, y de gimnasia aeróbica, Sara Moreno y Vicente Lli. Internacionales: Margarita Mamún, Aleksandra Soldátova, Melitina Staniouta, Katsiaryna Halkina, Patricia Bezzoubenko, Katrin Taseva, Linoy Ashram, Veronica Bertolini, Axelle Jovenin, Kseniya Moustafaeva, Alina Maksymenko, y de gimnasia acrobática, un equipo de Portugal.[12] |
| XII     | 2017 | 18 de noviembre (Torneo base por la mañana y Gala por la tarde) y 19 de noviembre (Torneo federado y Torneo masculino)  | Vitoria                            |  | Fernando Buesa Arena                                              | Nacionales: Almudena Cid (con el pianista David Juárez), Polina Berezina, Sara Llana, Saioa Aguirre, Naroa Pérez, Rubén Orihuela, Gerard López y Eneko Lambea, y de gimnasia acrobática, el trío del Club Flic Flac de España. Internacionales: Anna Bessonova, Dina Averina, Ekaterina Selezneva, Aleksandra Soldátova, Neviana Vladinova, Katrin Taseva, Salome Pazhava, Laura Zeng, Katsiaryna Halkina, Alina Harnasko, Melitina Staniouta, Viktoria Mazur, Olena Diachenko, Alexandra Agiurgiuculese, Eleni Kelaiditi, y Nicoletta Tinti y Silvia Bertoluzza.[13] |
| XIII    | 2018 | 24 de noviembre (Torneo base por la mañana y Gala por la tarde) y 25 de noviembre (Torneo federado y Torneo masculino)  | Baracaldo                          |  | Bilbao Exhibition Centre                                          | Nacionales: Almudena Cid (con la cantante Melani García), Polina Berezina, Salma Solaun, Teresa Gorospe, Saioa Agirre, Izaro Martín, Rubén Orihuela, Gerard López, y Saioa Lamas y Lucía Villalba del Club Oskitxo, Uxue Estévez, Eider Martín, Paula Navas y June Barrenetxea del Club Rítmica Vitoria y Ibai Lekue del Club San Juan, y de gimnasia acrobática, Jorge Navarro y Javier Martínez. Internacionales: Arina Averina, Dina Averina, Ekaterina Selezneva, Aleksandra Soldátova, Neviana Vladinova, Katrin Taseva, Salome Pazhava, Katsiaryna Halkina, Alina Harnasko, Linoy Ashram, Alexandra Kis y conjunto búlgaro. Otros actos: Homenaje a las gimnastas rítmicas vascas olímpicas (Igone Arribas, Almudena Cid, Lorena Guréndez, Tania Lamarca, Estíbaliz Martínez y Beatriz Nogales).[14] |
| XIV     | 2019 | 20 de noviembre (Torneo base por la mañana y Gala por la tarde) y 21 de noviembre (Torneo federado y Torneo masculino). | Baracaldo                          |  | Bilbao Exhibition Centre                                          | Nacionales: Almudena Cid con Ortzi Acosta, Polina Berezina, Rubén Orihuela, Gerard López, Eneko Lambea, Salma Solaun y Teresa Gorospe. Internacionales: Aleksandra Soldatova, Dina Averina, Ekaterina Selezneeva, Boryana Kaleyn, Conjunto Senior de Bulgaria, Katsiaryna Halkina, Anastasiya Salos, Alina Harnasko, Linoy Ashram, Daria Atamanov, Alexandra Agiurgiuculese, Milena Baldassarri y Yeva Meleshchuk. Otros actos: Homenaje a Emilia Boneva, entrenadora búlgara de gimnasia rítmica y seleccionadora del equipo nacional español de 1982 a 1996, fallecida ese mismo año. |
| XV      | 2021 | 20 de noviembre (Torneo base por la mañana y Gala por la tarde) y 21 de noviembre (Torneo federado y Torneo masculino). | Baracaldo                          |  | Bilbao Exhibition Centre                                          | Nacionales: Almudena Cid, Polina Berezina, Natalia García, Eneko Lambea, Teresa Gorospe, Conjunto Senior y Sara Martín y María Díez. Internacionales: Aleksandra Soldatova, Boryana Kaleyn, Stiliana Nikolova, Conjunto Senior de Bulgaria, Katsiaryna Halkina, Alina Harnasko, Linoy Ashram, Khrystyna Pohranychna, Viktoriia Onopriienko y Alice Taglietti. Otros actos: Homenaje a Linoy Ashram y el Conjunto Búlgaro, campeonas olímpicas en los pasados Juegos celebrados en Tokio. |
| XVI     | 2022 | 29 de octubre (Torneo base por la mañana y Gala por la tarde) y 30 de octubre (Torneo federado y Torneo masculino).     | Baracaldo                          |  | Bilbao Exhibition Centre                                          | Nacionales: Almudena Cid, Polina Berezina, Alba Bautista, Eneko Lambea, Ander Olcoz, Teresa Gorospe, Conjunto Senior, June Barrenetxea y Club Algar (Sergio De la Iglesia, María Díez y Sara Martín). Internacionales: Darja Varfolomeev, Stiliana Nikolova, Conjunto Senior de Bulgaria, Conjunto Senior de Portugal, Milena Baldassarri, Viktoriia Onopriienko, Ekaterina Vedeneeva y Christina Dragan. Otros actos: Apoyo a Viktoria Onopriienko, gimnasta ucraniana. |
| XVII    | 2023 | 4 de noviembre (Torneo base por la mañana y Gala por la tarde) y 5 de noviembre (Torneo federado y Torneo masculino).   | Baracaldo                          |  | Bilbao Exhibition Centre                                          | Nacionales: Almudena Cid, Polina Berezina, Alba Bautista, Eneko Lambea, Ander Olcoz, Teresa Gorospe y Conjunto Senior. Internacionales: Ezhana Taniyeva, Sofia Raffaeli, Milena Baldassarri, Giorgia Galli, Alice Taglietti, Boryana Kaleyn, Hanna Panna Wiesner, Liliana Lewinska, Elvira Krasnobaeva, Ekaterina Vedeneeva, Viktoriia Onopriienko y Darja Varfolomeev. |

## Premios, reconocimientos y distinciones
- Distinción de Honor de la Asociación de la Prensa Deportiva de Vizcaya a la organización de Euskalgym, entregado en la Gala del Deporte de Vizcaya (2010)[15]